# August Grey
Anthony Greene (Randolph, 23 agosto 1993) è un wrestler statunitense.
Greene ha lottato in WWE come August Grey dal 2020 al 2021.

## Carriera

### WWE (2020–2021)

#### NXTe205 Live(2020–2021)
Greene firmò con la WWE nell'agosto del 2020, venendo mandato ad allenarsi al Performance Center. Greene debuttò nella puntata di 205 Live (show di NXT dedicato alla divisione dei pesi leggeri) del 16 ottobre con il suo vero nome affrontando Ariya Daivari e venendo sconfitto. Nella puntata di NXT del 4 novembre Greene debuttò come August Grey e respinse Timothy Thatcher durante il suo segmento Thatch-As-Thatch-Can. Nella puntata di 205 Live del 13 novembre Grey partecipò ad un Fatal 5-Way match che comprendeva anche Ariya Daivari, Ashante "Thee" Adonis, Curt Stallion e Tony Nese per determinare il contendente n°1 all'NXT Cruiserweight Championship di Santos Escobar ma il match venne vinto da Stallion. Nella puntata di 205 Live del 15 gennaio Grey e Stallion vennero sconfitti da Drake Maverick e Killian Dain negli ottavi di finale del Dusty Rhodes Tag Team Classic.
Il 25 giugno Grey venne licenziato dalla WWE.

### All Elite Wrestling (2021)
Il 17 settembre 2021 Anthony Greene fece un'apparizione nella All Elite Wrestling con il suo vero nome durante la puntata di Dark facendo coppia con Stallion Rogers e venendo sconfitti dagli FTR (Cash Wheeler e Dax Hardwood).

## Personaggio

### Mosse finali
- Unprettier (Double underhook reverse facebuster) – come tributo a Christian

### Musiche d'ingresso
- Can't Slow Down di Andy Powell (WWE; 2020–2021)

## Titoli e riconoscimenti
- Chaotic Wrestling
  - CW Heavyweight Championship (1)
  - CW New England Championship (1)
  - CW Tag Team Championship (1) – con Cam Zagami
- Combat Zone Wrestling
  - CZW World Heavyweight Championship (1)
- Lucky Pro Wrestling
  - LPW Hard Knox Championship (1)
  - LPW Heavyweight Championship (1)
- Northeast Wrestling
  - NCW Tag Team Championship (1) – con Mike Paiva
- Power League Wrestling
  - PLW World Tag Team Championship (1) – con Rob Arujo
- Top Rope Promotions
  - TRP Tag Team Championship (1) – con Mikey Webb
- World Xtreme Wrestling C4
  - World Xtreme Wrestling (1)
  - WXW Elite Tag Team Championship (1) – con Cam Zagami